# Jörn Renzenbrink
Jörn Renzenbrink, né le 17 juillet 1972 à Hambourg, est un ancien joueur de tennis professionnel allemand.

## Palmarès

### Finale en simple (1)
| No | Date       | Nom et lieu du tournoi    | Catégorie    | Dotation  | Surface    | Vainqueur    | Score          |  |
| -- | ---------- | ------------------------- | ------------ | --------- | ---------- | ------------ | -------------- |  |
| 1  | 18-04-1994 | KAL Cup Korea Open, Séoul | World Series | 188 750 $ | Dur (ext.) | Jeremy Bates | 6-4, 66-7, 6-3 |  |

### Titre en double (1)
| No | Date       | Nom et lieu du tournoi                         | Catégorie    | Dotation  | Surface      | Partenaire    | Finalistes                 | Score    |  |
| -- | ---------- | ---------------------------------------------- | ------------ | --------- | ------------ | ------------- | -------------------------- | -------- |  |
| 1  | 10-07-1995 | Miller Lite Hall of Fame Championships Newport | World Series | 230 000 $ | Gazon (ext.) | Markus Zoecke | Paul Kilderry Nuno Marques | 6-1, 6-2 |  |